# Белогорье (Воронежская область)
Белого́рье — село в Подгоренском районе Воронежской области.
Административный центр Белогорьевского сельского поселения.
Население — 2171 чел. (2010).

## История
Слобода Белогорье известна с XVII века, как донская станица.
После поражения Булавина в войне с Москвой, станица была передана Острогожскому черкаскому полку, в котором служили, в основной своей массе днепровские казаки, пришедшие на Дон в XVII веке, после поражения под Берестечком. В Белогорье формируется Белогорская казачья сотня. От десяти дворов жители снаряжали одного казака и вместе с ним шли несколько «підмошников», тоже казаков, но в более простом вооружении. После отмены казачьей службы, жители были переведены в разряд войсковых поселенцев, и снаряжали за свой счет гусар на подать в размере 70 коп. со двора. Отмена казачьей службы сыграла положительную роль и экономика слободы стала развиваться. Так, к началу XX века в слободе проживало около 12,5 тыс. человек.
Рядом с Белогорьем в хуторе Кирпичи, был основан монастырь. Первоначально, пещеры монастыря отрывались казачкой Марией Шестюковой, потом к ней присоединились и другие жители окрестностей. Сама идея пещерного монастыря пришлась не по нраву церковным властям и лишь при личном вмешательстве царя Александра I, монастырь получил нужный статус. В монастырь делали вклады, донские и кубанские казаки.
Белогорье является родиной знаменитого военного рода Бедряг. Один из представителей этой фамилии был героем войны 1812 года.
Революция и Советская власть внесли огромные перемены в жизнь села. Были закрыты оба его храма Троицкий и Преображенский, также Воскресенский Белогорский мужской монастырь, расположенный неподалёку от села. Население, до революции составлявшее 10 670 человек, сократилось более чем вдвое и сейчас составляет около 5 тыс. человек.
В 1935—1957 годах село было административным центром Белогорьевского района.
Во время Великой Отечественной войны здесь находился немецкий штаб, а возле хутора Кирпичи, что в двух километрах отсюда, находились немецкие батареи. Дальше реки Дон немецкие войска не прошли, в нескольких километрах от села расположен монумент, в честь того знаменательного события.

## Население
| 1859 | 1897  | 2010  |
| ---- | ----- | ----- |
| 6418 | ↗7268 | ↘2171 |

На демографический состав очень сильно повлиял голод 1932—1933 годов, когда из-за засухи погибло очень много народа.
Национальный состав
В селе проживают русские и украинцы.
Часть населения говорит на суржике, в особенности среди старшего поколения.